# Рудольф Сланський
Рудольф Сланський (31 липня 1901 — 3 грудня 1952 року) — провідний комуністичний політик Чехії. Генеральний секретар партії після Другої світової війни, один з організаторів комуністичного правління в Чехословаччині.

## Біографія
Рудольф Сланський народився в єврейській родині в Незвестіце, нині в районі міста Плзень.  Навчався в середній школі в Плзені при Комерційній академії.
Після закінчення Першої світової війни поїхав до столиці Праги. У 1921 році Сланський приєднався до Комуністичної партії Чехословаччини, коли вона відійшла від Соціал-демократичної партії. На П'ятому з'їзді партії в 1929 році Сланського було призначено членом Президії партії та Політбюро, а Готвальд став Генеральним секретарем.
З 1929 по 1935 рік Сланський жив у криївці через незаконний статус Комуністичної партії. У 1935 році, після дозволу партії брати участь у політиці, і він, і Готвальд були обрані до Національних зборів. Після того, як у жовтні 1938 р. Нацистська Німеччина окупувала Судети, Сланський разом із більшою частиною чехословацького комуністичного керівництва втік до Радянського Союзу.
У Москві Сланський працював над передачами для Чехословаччини через Радіо Москва. Він пережив оборону Москви взимку 1941-1942 рр. Його досвід у Москві зв'язав його з радянськими комуністами та часто жорстокими методами для підтримання партійної дисципліни.
У 1943 році в Москві немовлям викрали з дитячого візочка дочку Сланського. Немовля було в компанії її восьмирічного брата Рудольфа, який чинив опір. Жінка розкрила подробиці про їх матір, місіс Slánský, включаючи роботу в Радіо Москва. Ні дівчинку, ні зловмисників так і не знайшли. У своїх мемуарах 1969 року Йосефа Сланська, вдова Сланського, розповіла, що письмові запити надходили до поліції та до самого Сталіна, і всі вони залишались без відповіді.
Перебуваючи в еміграції в Радянському Союзі, Сланський організував підрозділи чехословацької армії. Він повернувся з ними до Чехословаччини в 1944 році для участі у Словацькому національному повстанні.
Після розколу між Йосифом Броз Тіто в Югославії та керівником СРСР Йосипом Сталіним останній підштовхнув до хвилі «чисток» відповідних керівництв Комуністичної партії щоб запобігти більшому розриву. У Чехословаччині Сланський був одним із 14 лідерів, заарештованих у 1951 році та звинувачених у державній зраді. Через вісім днів 11 із 14 були засуджені до смертної кари. Через 5 днів Сланського стратили.

## Післявоєнний період
У 1945 році, після Другої світової війни, Сланський та інші чехословацькі лідери повернулися із вигнання з Лондона та Москви, проводячи зустрічі з метою організації нового уряду Національного фронту під керівництвом Едварда Бенеша. На 8 з'їзді партії Чехословацької комуністичної партії в березні 1946 р. Сланського було обрано генеральним секретарем компартії. Він був людиною номер два в партії, головою партії був Готвальд, який став лідером коаліційного уряду після виборів, проведених того року.
У 1948 році, після того як Комуністична партія захопила владу в лютневому перевороті, Сланський став другою людиною в країні після Готвальда. Через два роки Готвальд звинуватив двох близьких співробітників Сланського Отто Шлінга та Бедржиха Рейцина у злочинах проти комуністичної партії. Сланський брав участь у їх очищенні, оскільки йому не вистачало сили для боротьби із звинуваченнями. Також Сланського звинувачували в економічних та промислових проблемах, що коштувало йому всенародної підтримки. Але 30 липня 1951 року він був нагороджений орденом Соціалізму. Планувалося видати книгу його виступів на підтримку соціалізму під назвою «До перемоги соціалізму».
У листопаді 1952 р. Сланського та 13 інших високопоставлених комуністичних бюрократів (10 з яких були євреями) було заарештовано та звинувачено у тому, що вони тітоїсти та сіоністи. Це було після розколу між Тіто та Радянським Союзом, і офіційна риторика СРСР обернулася проти сіонізму. Радянський Союз мав намір зберегти владу в країнах Східного блоку.
Партійна риторика стверджувала, що Сланський шпигував як частина міжнародної західної капіталістичної змови з метою підірвати соціалізм і що покарання помститься за вбивства нацистів чеських комуністів Яна Шверми та Юліуса Фучика під час Другої світової війни.
Деякі історики кажуть, що Сталін бажав повного послуху з боку лідерів так званих «Народних демократій» (тобто країн Східного блоку), а також у себе вдома. Він погрожував провести чистки «націонал-комуністів». Згідно з цією теорією, Готвальд, побоюючись за власну безпеку, вирішив пожертвувати своїм давнім співробітником і сподвижником Сланським.
Однак інші історики стверджують, що суперництво між Сланським і Готвальдом загострилося після перевороту 1948 року. Сланський почав консолідувати свою владу в секретаріаті партії та розміщувати більшу частину своїх прихильників партії на урядових посадах, посягаючи на позицію Готвальда як президента після відставки Бенеша. Сталін підтримав Готвальда, оскільки він вважав, що у нього більше шансів розбудувати чехословацьку економіку до такої ситуації.
Готвальд та його соратник Антонін Запотоцький, обидва популісти, звинуватили Сланського у  належності до буржуазії. Сленському та його союзникам також протистояли старі члени партії, уряд та Політичне бюро партії. У в'язниці після арешту Сланського піддавали тортурам, і він зробив спробу самогубства.
Суд над 14 національними лідерами розпочався 20 листопада 1952 року в Сенаті Державного суду, прокурором був Йозеф Урвалек. Це тривало вісім днів. Підсудні визнали свою провину в суді і вимагали смертного вироку. Сланського було визнано винним у « троцькістсько-тітоїстсько-сіоністській діяльності на службі американському імперіалізму». Він був публічно повішений у в'язниці Панкрац 3 грудня 1952 р. Тіло його кремували, а попіл розкидали на крижаній дорозі біля Праги.

## Посмертно
Після смерті Сталіна Антонін Новотний затаврував Сланського за впровадження  в Чехословаччині сталінських методів допиту.
Відображаючи зміни в Чехословаччині, у квітні 1963 р. Сланський та інші жертви процесів чистки були повністю реабілітовані та звільнені у травні 1968 року. Після Оксамитової революції 1989 року новий президент Вацлав Гавел призначив сина Сланського, якого також називали Рудольфом, послом Чехії в Радянському Союзі.
Сланський був найвпливовішим політиком, якого стратили під час правління Комуністичної партії в Чехословаччині.